# Harém
Na cultura árabe, o Harém é a parte reservada da casa de um sultão destinado à residência feminina (esposas, concubinas e servas), proibida aos homens de fora, tradicionalmente cuidado por eunucos masculinos. Em outras culturas o termo significa o conjunto de mulheres de um matrimônio poligínico. Desde o século VII a.C. os reis persas já possuíam harém e eunucos; ainda existem em países muçulmanos, mas ambos são relativamente raros. 

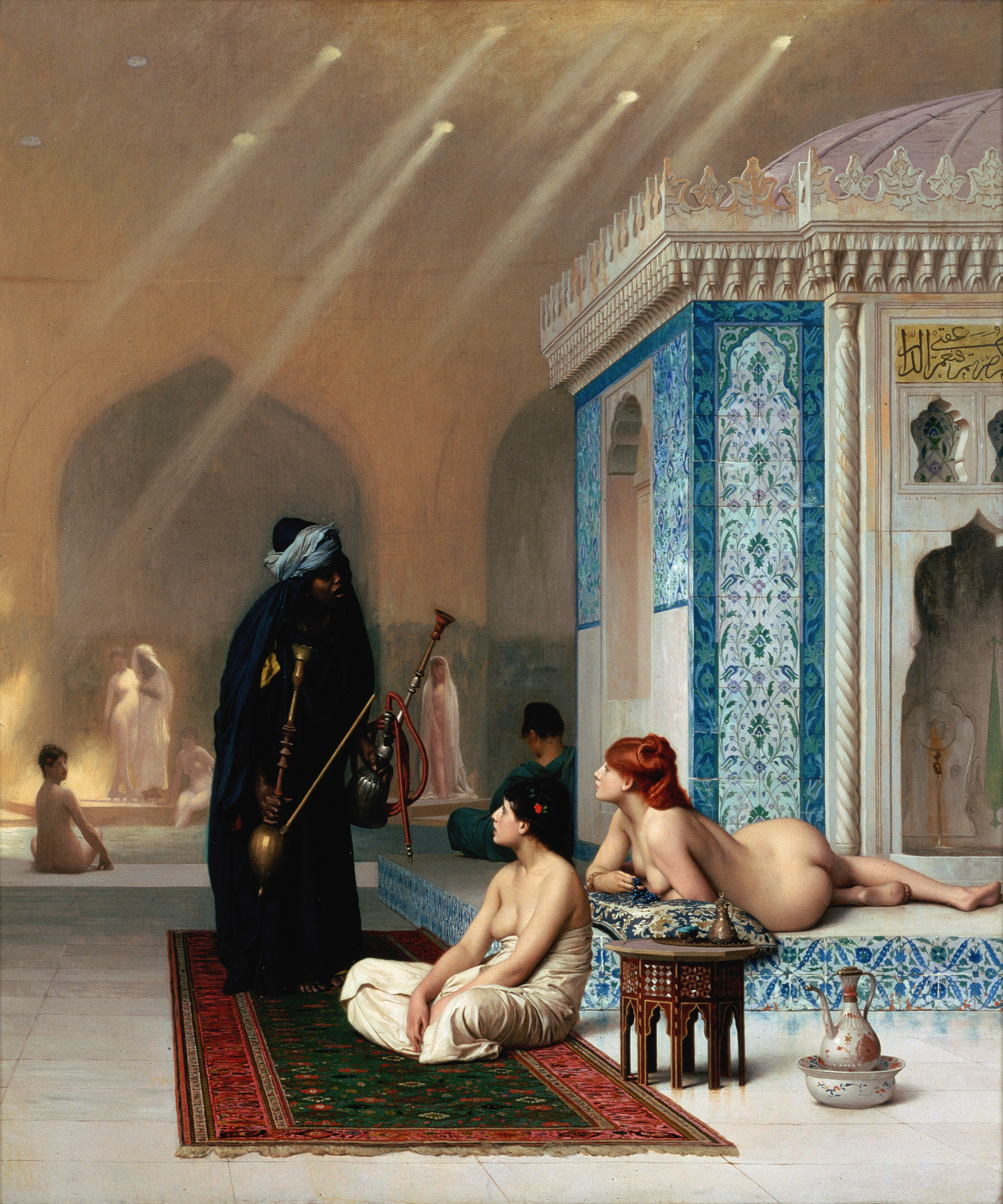
Hamam: Les Bains du harem. Pintura orientalista de Jean-Léon Gérôme

A área era restrita inclusive aos irmãos do sultão, que residiam em um aposento isolado, com vista para o harém, mas sem acesso às mulheres do sultão. 
A poliginia, que geralmente é a condição necessária para ter-se um harém, requer posses, porque o marido tem de prover às necessidades de todas as esposas, filhos e agregados, bem como manter numerosa criadagem. Na realidade ter múltiplas concubinas era um meio para exibir riqueza e poder e fora da nobreza haréns foram mantidos por funcionários de alto escalão do governo destes países e comerciantes ricos.